# Olympique Lyonnais 1993-1994
Questa pagina raccoglie le informazioni sull'Olympique Lyonnais nella stagione 1993-1994.

## Rosa
| N. |                    | Ruolo | Calciatore         |
| -- | ------------------ | ----- | ------------------ |
|    | Francia (bandiera) | P     | Pascal Olmeta      |
|    | Francia (bandiera) | D     | Bruno N'Gotty      |
|    | Camerun (bandiera) | D     | Romarin Billong    |
|    | Francia (bandiera) | D     | Ghislain Anselmini |
|    | Francia (bandiera) | D     | Maxence Flachez    |
|    | Francia (bandiera) | D     | Jean-Marc Moulin   |
|    | Francia (bandiera) | D     | Alexandre Bès      |
|    | Francia (bandiera) | D     | Manuel Amoros      |
|    | Francia (bandiera) | D     | Eric Péan          |
|    | Brasile (bandiera) | D     | Marcelo            |
|    | Francia (bandiera) | C     | Franck Gava        |
|    | Francia (bandiera) | C     | Sylvain Deplace    |

| N. |                    | Ruolo | Calciatore            |
| -- | ------------------ | ----- | --------------------- |
|    | Francia (bandiera) | C     | Claude-Arnaud Rivenet |
|    | Francia (bandiera) | C     | Laurent Debrosse      |
|    | Francia (bandiera) | C     | Pierre Chavrondier    |
|    | Francia (bandiera) | C     | Éric Roy              |
|    | Francia (bandiera) | C     | Stéphane Roche        |
|    | Ghana (bandiera)   | C     | Abedi Pelé            |
|    | Francia (bandiera) | C     | Christophe Breton     |
|    | Francia (bandiera) | A     | Florian Maurice       |
|    | Liberia (bandiera) | A     | James Debbah          |
|    | Francia (bandiera) | A     | Laurent Delamontagne  |
|    | Francia (bandiera) | A     | Samassi Abou          |

## Risultati finali
- Campionato: Ottava posizione
- Coppa di Francia: Eliminato ai sedicesimi di finale